# Dorcadion komarowi
Dorcadion komarowi är en skalbaggsart. Dorcadion komarowi ingår i släktet Dorcadion och familjen långhorningar.

## Underarter
Arten delas in i följande underarter:
- D. k. komarowi
- D. k. kryzhanovskii